# Липовка (Северо-Казахстанская область)
Липовка (каз. Липовка) — упразднённое село в Тайыншинском районе Северо-Казахстанской области Казахстана. Упразднено в 2018 г. Входило в состав Келлеровского сельского округа. Код КАТО — 596055500.

## Население
В 1999 году население села составляло 83 человека (38 мужчин и 45 женщин). По данным переписи 2009 года, в селе проживало 33 человека (20 мужчин и 13 женщин).